# ヴィサージュ (商業施設)
ヴィサージュは、愛媛県今治市本町にあった商業施設。

## 概要
今治商店街の本町商店街の入口に位置している。元々は百貨店の大洋デパート（後の今治大丸）が立地していたが、1973年に常盤町に移転に伴い閉鎖。その後、跡地は今治造船グループの檜垣産業の手に移ったが市の中心部に位置するにもかかわらず有効利用がされていなかった。
その後、今治造船グループが再開発に着手。1989年にカジュアル衣料を販売する専門店「ヴィサージュ」としてオープンした。ビルは跡地の所有者である檜垣産業が約10億円かけて建設した。また運営会社として商店街と共同出資でアイエス産業が設立された。同社は今治造船、檜垣産業、四国プラザ産業、正栄汽船など今治造船グループが計70％、商店街組合の幹部3人が計30％を出資し設立された。
2004年7月に高級家具と日用品、実用衣料を扱う店舗に業態転換。2011年3月に閉店となった。2021年5月現在、建物は壊されずにそのまま残っている。
なお、運営会社のアイエス産業は存続しており、2011年5月に本店を今治国際ホテルに移転し雑貨などを扱う「InterArt」をオープンさせている。

## 周辺
- 今治商店街
- 今治港
- 広島銀行今治支店

## アクセス
- せとうちバス（瀬戸内運輸）「本町角」バス停下車してすぐ。